# 核反應堆冷卻劑
| 冷卻劑        | 熔點      | 沸點    |
| ------------- | --------- | ------- |
| 在154巴的重水 |           | 345 °C  |
| 鈉鉀合金(NaK) | -11 °C    | 785 °C  |
| 鈉            | 97.72 °C  | 883 °C  |
| FLiNaK        | 454 °C    | 1570 °C |
| 氟鋰鈹(FLiBe) | 459 °C    | 1430 °C |
| 鉛            | 327.46 °C | 1749 °C |
| 鉛鉍合金      | 123.5 °C  | 1670 °C |

核反應堆冷卻劑是把熱從反應堆堆芯轉移至發電機與自然環境的冷卻劑。核電廠通常使用由兩個冷卻劑迴路組成的糸統，因為主冷卻劑迴路帶有來自反應堆的短期放射性。

## 水
目前大部分運行的核電廠採用輕水堆，使用在高壓下的普通水作為冷卻劑和中子慢化劑。三分之一的核電廠採用沸水堆，冷卻劑在反應堆內經歷相變，從液態水轉換成蒸汽。三分之二的核電廠採用壓水堆，水在高壓下並不會沸騰。目前運行的核電廠維持在臨界點下(大約374°C，218巴)，氣體與液體的差異會消失，會限制它的熱效率。但提倡的超臨界水反應爐將在這一點之上運行。
重水堆使用重水(一氧化二氘，氫的同位素)，它和普通水的性質完全相同，但中子捕獲更少，從而可以進行更徹底的慢化。

### 缺點

#### 泄漏氚
在冷卻水中的氫原子被中子轟擊，有些吸收中子，成為氘，有些成為具放射性的氚。被氚所污染的水有時會因意外或官方批准下泄漏或排放至地下水。

#### 停電期間的氫氣爆炸
燃料棒產生高溫使水沸騰，轉換為蒸汽。災難期間停電時，可產生電力為水泵提供應急電源的柴油發電機被海嘯或地震所損壞，如果沒有新的水被泵進燃料棒，燃料棒會持續升溫。一但燃料棒的溫度達到1200°C，包裹核燃料的鋯管與水蒸氣發生化學反應，氫氣從水中分離出來。氫氣可從反應堆和壓力槽中不斷釋出。如果氫氣持續累積，濃度達到4%或更多時，氫氣便可以爆炸，氫氣爆炸發生在福島第一核電站第1，3，4號反應堆，2號反應堆打開了排氣口，把放射性氫氣排出，減低氫氣的壓力，但放射性氫氣污染了環境，因此2號反應堆並沒有發生氫氣爆炸。

## 硼酸水
壓水堆日常運行期間，硼酸水被用作冷卻劑，亦在沸水堆和壓水堆的緊急爐心冷卻系統中被充當冷卻劑。

### 優點
硼，通常以硼酸或硼酸鈉的形式，與水結合，一種便宜、豐富的資源，作為冷卻劑把熱從反應堆堆芯帶走並移至第二冷卻迴路。蒸汽產生器是第二冷卻迴路的一部分，用於產生蒸汽，推動渦輪機並發電。硼酸水有額外的優點，它是一種中子毒物，有着大的中子吸收截面，吸收過量的中子以控制核分裂的反應速率。因此，反應堆的反應性可由調整冷卻劑中硼的濃度來進行控制，藉把更多的硼酸溶在冷卻劑中，硼的濃度提升，反應堆的反應性下降。相反地，通過添加更多的水，硼的濃度下降，反應堆的反應性上降。

### 缺點
壓水堆冷卻劑中大約90%的氚是由硼-10與中子反應產生的。基於氚是氫的放射性同位素，帶有放射性，冷卻劑被放射性同位素所污染，必須要防止其洩漏到環境中。此外，對於更長的核反應堆運行週期，必須考慮這種影響，因此要求冷卻劑中硼的初始濃度較高。

## 熔融金屬
快堆有着高的能量密度，不需要且要避免中子慢化。大部分的液態金屬快堆採用熔化的鈉。鉛，鉛鉍合金與其他金屬也被提倡或偶爾使用。在第一座快中子反應堆使用了汞。

## 融鹽
融鹽與金屬具有即使在高溫下也具有低蒸氣壓的優點，並且化學反應性低於鈉。鹽包含一些輕的元素，如氟鋰鈹(FLiBe)也能提供慢化的功能。在融鹽反應堆實驗中，它甚至充當了攜帶核燃料的溶劑。

## 氣體
氣體也可以作為冷卻劑。氦在化學性質和核反應上極其惰性，但是它的比熱容十分低，攜帶能量的效率較低。

## 碳氫化合物
有機核反應堆是研究的早期概念，使用碳氫化合物作為冷卻劑。但尚未成功。

## 外部鏈接
- 维基共享资源上的相關多媒體資源：核反應堆冷卻劑